# 被生命所厭惡。
〈被生命所厭惡。〉（日语：命に嫌われている。）是詞曲作家カンザキイオリ使用語音合成軟體VOCALOID創作的歌曲，曲中使用了虛擬女性歌手初音未來。音樂錄影帶在2017年8月6日於Niconico動畫發布，9月30日於YouTube發布。

## 商業表現
在JOYSOUND發表的2019年度卡拉OK榜單中，該曲於10－19歲類別獲得第8名，20－29歲類別獲得第11名。該曲也在JOYSOUND 2020年上半年和年度榜單的VOCALOID類別皆獲得第4名。並在JOYSOUND 2020年度榜單卡拉OK類別獲得第7名，家庭卡拉OK類別獲得第11名。該曲在2018年12月26日於JOYSOUND發布。

## 音樂錄影帶
音樂錄影帶在2017年8月6日於Niconico動畫發布，9月30日於YouTube發布。作者Kanzaki Iori以該曲首次進入Niconico動畫下的VOCALOID傳說曲。截至2020年3月，該曲在YouTube的播放量已超過1200萬次，部分歌手及翻唱歌手（如majiko、Mafumafu）發布了自己的翻唱版本。其中，Mafumafu的版本於2020年12月在YouTube獲得超過8000萬觀看次數，2021年12月獲得超過1億觀看次數。

## 媒體使用
該曲在2020年7月被收錄至機臺版本的《太鼓之達人》。同年10月被收錄至《世界計畫 繽紛舞台！ feat.初音未來》，並伴隨多種翻唱版本。
2021年12月31日播出的《第72回NHK紅白歌合戰》上，翻唱歌手Mafumafu演唱了該曲。

## 專輯收錄
- 鬼龍院翔：收錄至專輯《 2nd Season》。
- 森内寛樹：收錄至專輯《Sing;est》。
- Mafumafu：收錄至單曲《被生命所厭惡。》。
- ASCA：收錄至專輯《百希夜行》。
- P丸樣。：收錄至專輯《Sunny!!》。

## 外部連結
- Niconico動畫上的〈被生命所厭惡。〉 （页面存档备份，存于）